# Blodwen Peak
Der Blodwen Peak ist ein 914 m hoher Berg auf der westantarktischen Alexander-I.-Insel. Er ragt 1,5 km westnordwestlich des Khufu Peak und 1 km westlich des Pearce Dome auf. Seine Nordflanke ist eis- und schneefrei.
In einem Bericht des British Antarctic Survey (BAS) aus dem Jahr 1962 ist er als The 2nd Pyramid (englisch für Die Zweite Pyramide) benannt. Das UK Antarctic Place-Names Committee nahm am 23. April 1998 eine Umbenennung vor. Namensgebend ist eine der drei Muskeg-Zugmaschinen des kanadischen Herstellers Bombardier, die der BAS hier im Jahr 1974 einsetzte.